# Corythalia alacris
Corythalia alacris är en spindelart som först beskrevs av Peckham, Peckham 1896.  Corythalia alacris ingår i släktet Corythalia och familjen hoppspindlar. Inga underarter finns listade i Catalogue of Life.